# Junkers H 21
Die Junkers H 21 war ein militärisches Mehrzweckflugzeug. Es wurde in einem Zweigbetrieb der Junkers-Flugzeugbau AG in Moskau-Fili von 1923 an gebaut.

## Entwicklung
Insgesamt wurden 100 Flugzeuge dieses Musters gebaut. Die Maschinen waren mit einem starren und ein bis zwei beweglichen Maschinengewehren auf Drehkranz bewaffnet.
Im Dienst bei den Luftstreitkräften der Sowjetunion war die H 21 von 1923 bis 1925. Anschließend fand es noch als Übungsflugzeug Verwendung. Die Reichswehr nutzte diese Maschine nicht. 

## Technische Daten
| Kenngröße             | Daten                                                                      |
| --------------------- | -------------------------------------------------------------------------- |
| Besatzung             | 2                                                                          |
| Länge                 | 7,89 m                                                                     |
| Spannweite            | 13,34 m                                                                    |
| Höhe                  | 3,53 m                                                                     |
| Flügelfläche          | 21,75 m²                                                                   |
| Flügelstreckung       | 8,2                                                                        |
| Rüstmasse             | 945 kg                                                                     |
| Zuladung              | 405 kg                                                                     |
| Nutzlast              | 85 kg                                                                      |
| Startmasse            | 1350 kg                                                                    |
| Antrieb               | ein Sechsylinder-Viertakt-Reihenmotor                                      |
| Typ                   | Mercedes D IIIa mit 187 PS (138 kW) oder BMW IIIa mit 260 PS (191 kW)      |
| Höchstgeschwindigkeit | 179 km/h in Meereshöhe                                                     |
| Marschgeschwindigkeit | 150 km/h                                                                   |
| Landegeschwindigkeit  | 95 lm/h                                                                    |
| Steigzeit             | 4,30 min auf 1000 m Höhe 9,42 min auf 2000 m Höhe 32,0 min auf 5000 m Höhe |
| Reichweite            | 840 km                                                                     |
| Gipfelhöhe            | 5600 m                                                                     |